# Dan Reed Network
Dan Reed Network ist eine 1984 von Dan Reed und Dan Pred gegründete amerikanische Rockband aus Portland, Oregon, die in Deutschland besonders durch ihre Hits Get to You und Ritual (beide 1987) bekannt wurde. 2007 wurde die Gruppe durch die Aufnahme in die Oregon Music Hall of Fame geehrt.

## Geschichte

### 1984 bis 1992

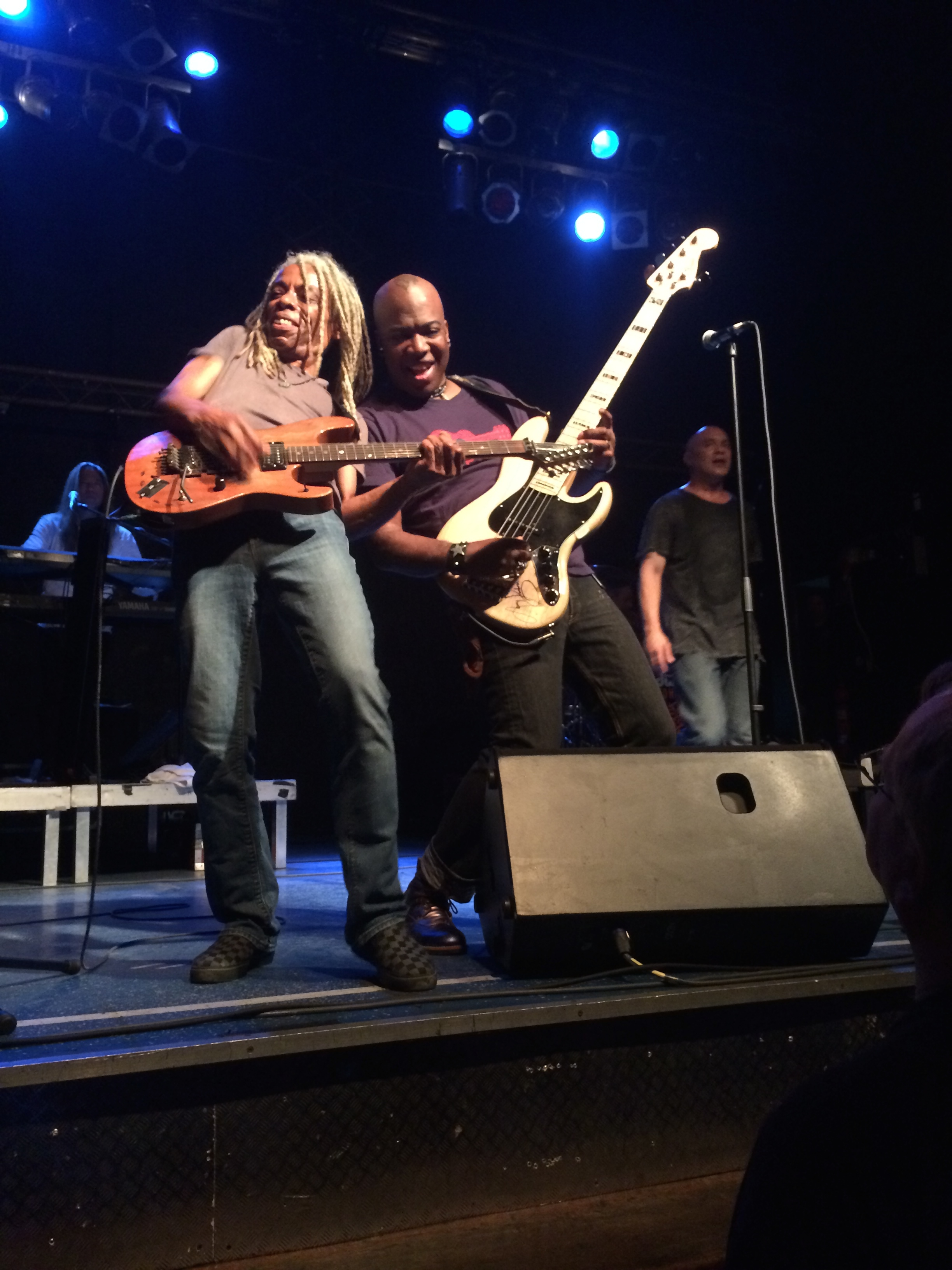
Dan Reed Network auf der Bühne in Bremen, 6. Juni 2014

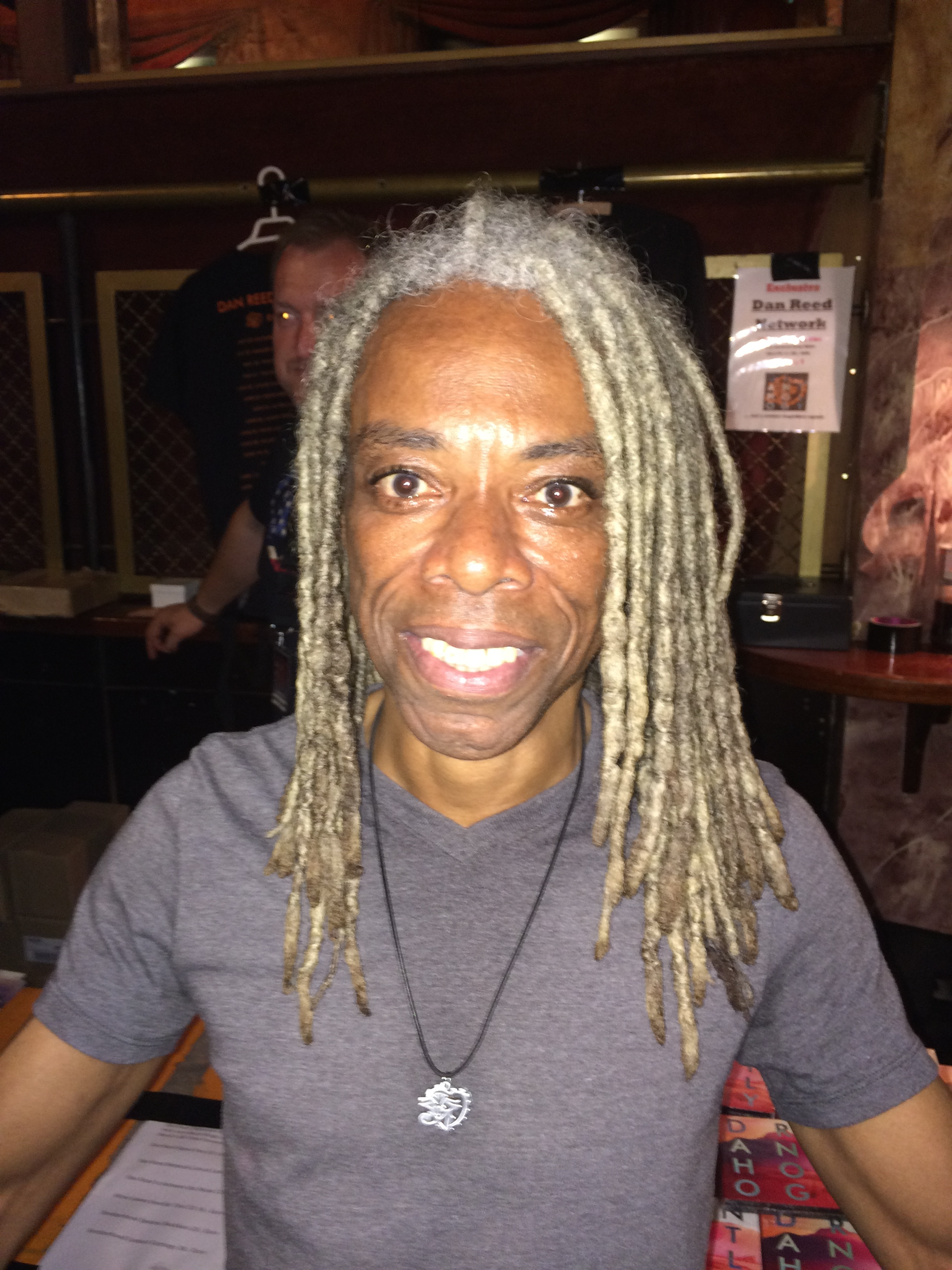
Brion James, Gitarrist, im Juni 2014

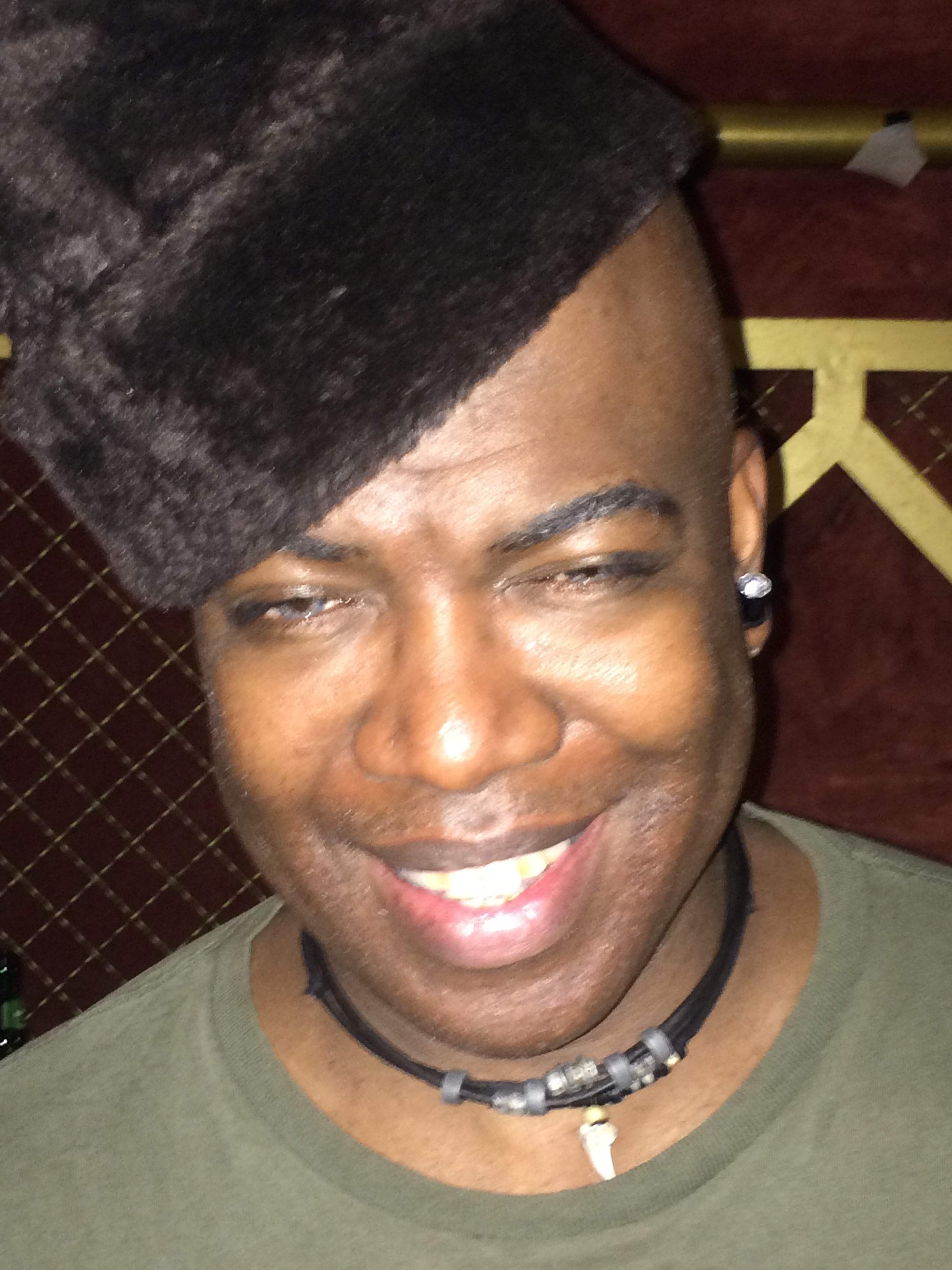
Melvin Brannon, Bassist, im Juni 2014

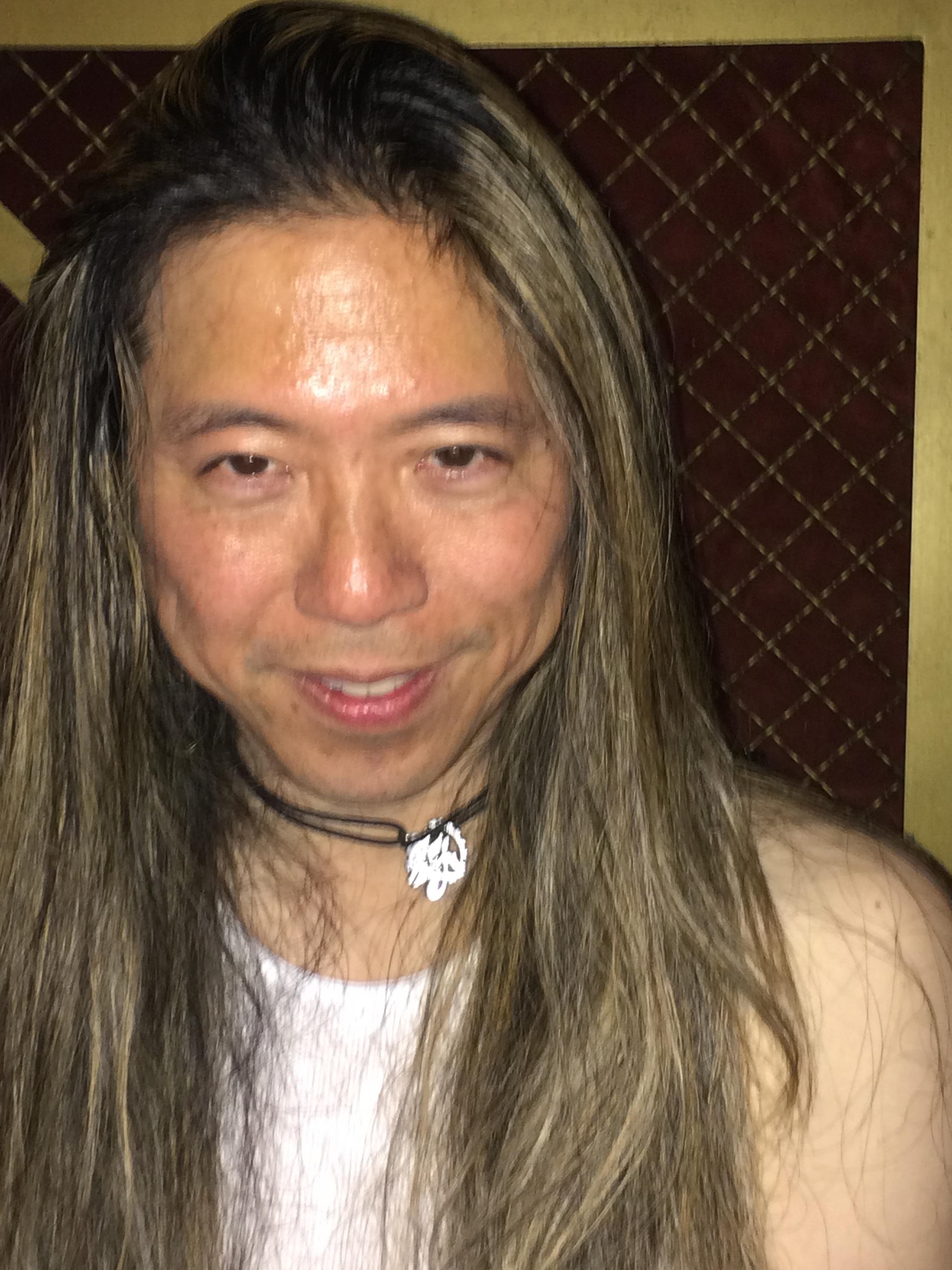
Blake Sakamoto, ehemaliger Keyboarder, im Juni 2014

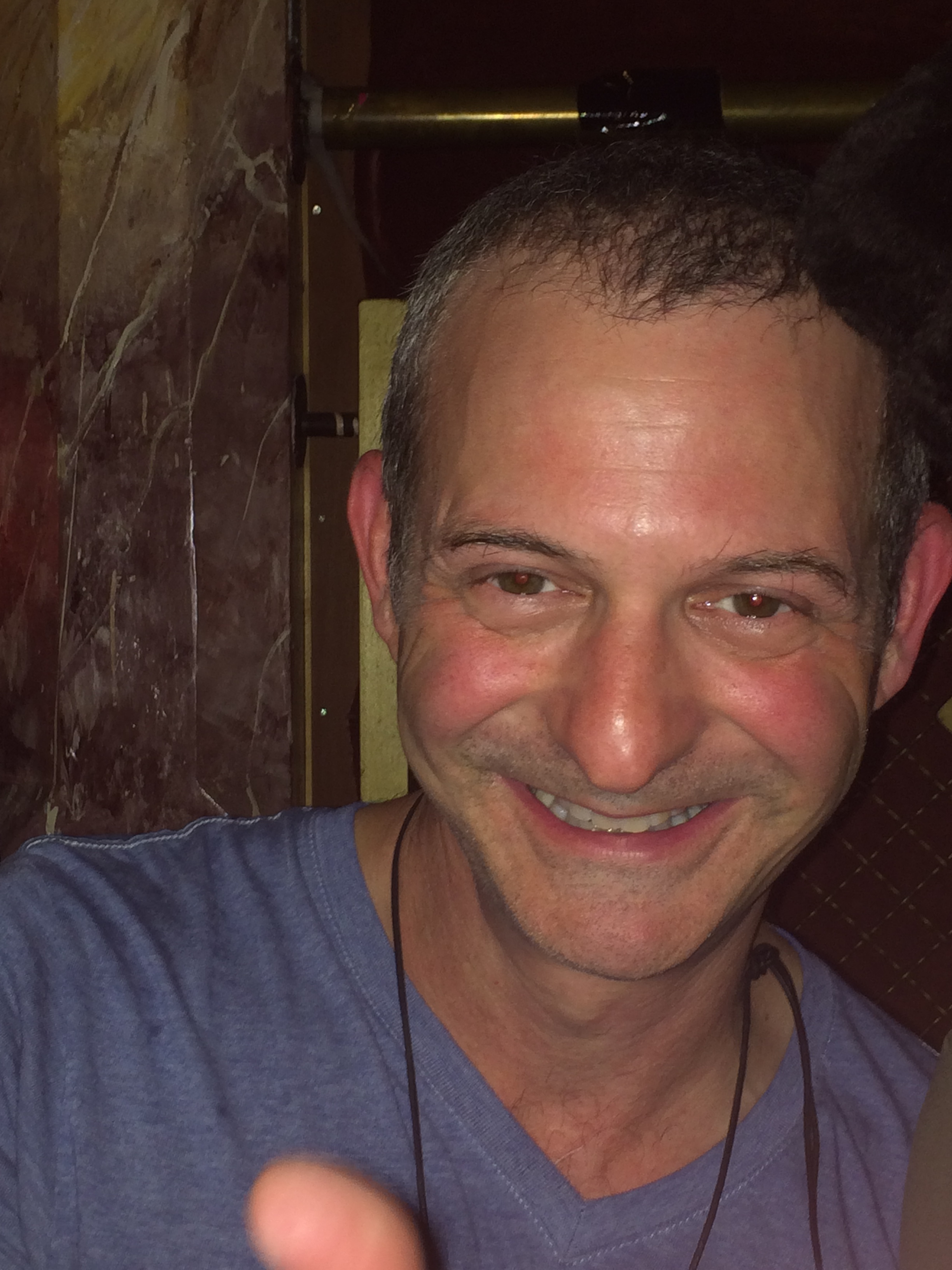
Dan Pred, Schlagzeuger, im Juni 2014

Dan Reed (geboren am 17. Februar 1963, Portland, Oregon) lernte Dan Pred in der Highschool in Aberdeen, South Dakota, kennen. Nach einiger Zeit an der Northern State University, wo beide Musik studierten, kehrten sie 1984 nach Portland zurück und formierten die Gruppe, die den Namen Dan Reed Network erhielt. 1985 veröffentlichten sie die Single Eye On You (Tandees Records), die einzige bekannte Aufnahme, auf der Original-Keyboarder Jeff Siri zu hören ist. Die Single war wenig später Bestandteil der Compilation Pride Of Portland, die im Stile von USA for Africa Spenden für die Hungernden in Afrika einbringen sollte, jedoch nur lokale Künstler aus der Region Portland präsentierte und auch nur dort verkauft wurde. Dan Reed sang auf dem Titelsong Pride of Portland eine Textzeile. 1986 nahmen sie ihre erste Platte, eine sechs Titel umfassende EP namens Breathless, auf, von der ein Song, nämlich Steal Me, zur Nummer-1-Single des lokalen Musiksenders Z-100 in Portland wurde. Eye On You war auch auf der EP enthalten, aber mit dem Keyboarder Rick DiGiarllonado neu aufgenommen worden.
Zu dieser Zeit bestand die Band aus Dan Reed (Gesang und Gitarre), Brion James (Gitarre), Melvin Brannon II (Bass), Dan Pred (Schlagzeug) und Rick DiGiarllonado (Keyboards). Die verschiedenen Abstammungen der Gruppenmitglieder (Reed hat deutsche, hawaiische und indianische Vorfahren, James und Brannon haben afroamerikanische Wurzeln, während Pred und DiGiarllonado eurasische Vorfahren haben) spiegelten sich in der Musik wider, die zwar im Grunde Hardrock war, aber immer wieder Elemente von Soul, Funk und Jazz enthielt. DiGiarllonado wurde bald durch Blake Sakamoto an den Keyboards ersetzt; Sakamoto war aus Los Angeles zurückgekehrt, wo er bei der Gruppe Dear Mr. President gespielt hatte.
Dan Reed Network machte sich vor allem durch Live-Auftritte schnell einen Namen. Die Zeitung Washington Post beschrieb den Auftritt der Gruppe, die „ihr Publikum mit einer ungewöhnlichen Mischung aus heavy-metal-artigem Rock, geschärft durch Funk und jede Menge Rock'n Roll, sehr leicht gewinnt. Die Stärke der ‚Network‘ liegt in ihrem ansteckenden Temperament.“
Mit Hilfe von Derek Shulman erhielt die Band einen Plattenvertrag bei Mercury Records, das Management übernahm der deutschstämmige Konzertpromoter Bill Graham. Im Winter 1987 veröffentlichte die Gruppe ihr von Bruce Fairbairn in den Little Mountain Sound Studios in Vancouver produziertes Debütalbum Dan Reed Network. Die erste Single, Ritual, knackte die Billboard Top 40 (Platz 38 am 7. Mai 1988) und lief bei MTV USA auf Heavy Rotation. Der Song hielt sich insgesamt elf Wochen in den Hot 100.
siehe Hauptartikel → Dan Reed Network
Die Band unternahm 1988 eine Clubtour durch Europa, die in Stockholm begann und in London im berühmten Marquee Club endete.
Die mangelhafte Promotion für das Album behinderte einen durchschlagenden Erfolg in den USA (Platz 95 der Hot 100). Def Leppards Hysteria erzielte nicht die von Mercury/Polygram erhofften Verkaufszahlen und das Label entzog daher neueren Künstlern die Unterstützung, um sich auf die erneute Etablierung der britischen Rockband auf dem amerikanischen Markt zu konzentrieren. Ironischerweise waren es Def Leppard's Manager Cliff Burnstein und Peter Mensch, die Dan Reed Network die Rolle des Anheizers für den letzten Teil der Hysteria-Tour in den USA anboten, wenn sie im Gegenzug zu ihrer Management-Firma Q-Prime wechseln würden. Die Band zögerte zunächst, Graham zu entlassen, aber zum Beginn des Jahres 1989 unterschrieben sie einen Management-Vertrag mit Q-Prime und genossen ihren größten Erfolg in den Vereinigten Staaten.
Das zweite Album der Band, Slam, wurde von Nile Rodgers produziert, dem es gelang, den Live-Sound der Gruppe einzufangen und damit ein authentischeres Dan Reed Network-Album zu schaffen, als es das doch zu glatt produzierte Debütalbum war.
siehe Hauptartikel → Slam
Im Winter 1989 tourte die Gruppe als Support für Bon Jovi auf deren New Jersey-Tour. Der Erfolg dieser Tournee führte dazu, dass die Rolling Stones Dan Reed Network auswählten, den Hauptsupport für ihre erste Tournee seit zehn Jahren, die Urban Jungle/Steel Wheels-Tour durch Europa und Großbritannien im Sommer 1990 zu übernehmen, sodass Dan Reed Network plötzlich vor zehntausenden Rockfans spielten, unter anderem auch am 13. und 14. August in Berlin-Weißensee, das damals noch zur DDR gehörte, und am 16. August im Park-Stadion Gelsenkirchen. Außerdem waren Dan Reed Network auf zwei deutschen Festivals zu sehen, auf denen auch David Bowie und Midnight Oil auftraten, nämlich auf dem Schüttorf Open Air am 1. September und auf dem Festival in Ulm am 2. September 1990.
Das dritte Album der Band, The Heat (1991), wurde mit Ausnahme des Songs Money (einer Coverversion des Pink-Floyd-Songs), erneut von Bruce Fairbairn produziert.
siehe Hauptartikel → The Heat
Es war mit Platz 15 in den UK-Charts zugleich das erfolgreichste Album der Band in Großbritannien. In den USA hatte man dagegen keine Idee, wie man Dan Reed Network voranbringen und vermarkten sollte, sodass The Heat dort nicht in den Charts auftauchte. Die Band machte ohne Unterstützung ihrer Plattenfirma weiter und bestritt (als Support der Baby Animals) eine Tournee durch Australien. Die folgende Tournee durch Europa und Großbritannien im Sommer 1993 war zugleich ihre letzte. Das letzte Konzert der Band fand am 8. August 1993 im Club The Garage in London statt. Im Oktober begannen die Mitglieder von Dan Reed Network, sich auf andere Projekte und Aufgaben zu konzentrieren, waren sich jedoch darüber einig, die gemeinsame Karriere nur zu unterbrechen, aber die Band nicht aufzulösen.
Melvin Brannon wurde Mitglied der Band um Stevie Salas und war zwischen 1996 und 1999 an der Produktion von sechs Alben beteiligt, Brion James arbeitete mit Amanda Hayley.
Es existieren mehrere Demos, vornehmlich von Dan Reed, die 1992 für das Nachfolgealbum zu The Heat aufgenommen wurden. Keiner der aufgenommenen Titel findet sich jedoch auf späteren Veröffentlichungen wieder.
Zwischen 1993 und 2002 wurden die Kompilationsalben The Best of Dan Reed Network - Mixin’ It Up (1993), Live at Last! Halfway Around the World und The Collection (2002) veröffentlicht. 2007 wurde Dan Reed Network in die Oregon Music Hall of Fame aufgenommen. Dan Pred und Blake Sakamoto nahmen die Ehrung entgegen.

### Comeback
Am 31. Dezember 2012 spielte die Band das erste Mal seit 1993 wieder zusammen. Es sollte sich um einen einmaligen Auftritt aus Anlass des 25. Jubiläums der Gruppe handeln. Im März 2013 kündigte Dan Reed nach der Veröffentlichung seines Albums Signal Fire an, dass Dan Reed Network für Oktober 2013 einen weiteren Auftritt planten, der in Großbritannien stattfinden solle. Im Juli 2013 gab Dan Reed via Facebook bekannt, dass die Band zwischen dem 10. und dem 19. Oktober des Jahres insgesamt fünf Auftritte in Europa absolvieren werde, davon zwei (Mannheim und Hamburg) in Deutschland. Während dieser Tournee wurden zahlreiche Konzerte mitgeschnitten, einige der aufgenommenen Titel wurden für das 2014 erschienene Album Anthology verwendet.
Die Band setzte auch danach ihre Live-Aktivitäten fort, für Ende 2015 kündigte sie darüber hinaus den Beginn der Aufnahmen für ein neues Studioalbum an. An den Aufnahmen zu diesem Album beteiligte sich Blake Sakamoto jedoch nicht mehr. Er hatte im Oktober 2015 aus familiären Gründen seinen Rückzug aus den laufenden Verpflichtungen der Gruppe verkündet und wurde durch Rob Daiker ersetzt, der zu Dan Reeds Soloband gehört.
Die Gruppe arbeitete wieder mit Derek Shulman, der erneut die Aufgabe des A&R-Managers sowie als Co-Manager übernahm, und unterzeichnete einen Schallplattenvertrag mit Frontiers Records. Das für Frontiers aufgenommene Album mit dem Titel Fight Another Day erschien am 3. Juni 2016. Als erste Single wurde das Lied Divided veröffentlicht.
Im November 2018 erschien mit Origins ein Album, das neben vier neuen Liedern ebenso viele Neuinterpretationen bereits veröffentlichter Stücke der Band enthielt. Das von Dan Reed und Rob Daiker produzierte Album wurde von Reeds eigenem Label Zero/One Entertainment veröffentlicht. Das sechste Studioalbum der Gruppe, Let’s Hear It for the King, erschien im Juni 2022. Die ursprünglich für den März des Jahres vorgesehene Veröffentlichung war pandemiebedingt verschoben worden.

## Soundtracks
Die Musik von Dan Reed Network war auch Bestandteil von Film-Soundtracks. Hierzu gehörten Poison Ivy – Die tödliche Umarmung (The Salt Of Joy & Let It Go), The Cutting Edge - Liebe und Eis (1992, Baby Now I) und Excessive Force - Im Sumpf der Gewalt (1993, Mixin' It Up; außerdem zwei Solo-Titel von Dan Reed, nämlich Welcome To The Real Life (geschrieben von Dan Reed und Traci Kiss) und Burn With Me, die beide klanglich stark an Dan Reed Network erinnern).

## Cover-Versionen
Neben dem bereits erwähnten Pink Floyd Cover Money nahmen Dan Reed Network auch eine eigene Version des Hits You Can Leave Your Hat On auf.
Aber es wurden auch Dan-Reed-Network-Songs von anderen Künstlern aufgenommen: 1997 erschien in Australien ein Sampler mit dem Titel A Bouquet of Barbed Wire, auf dem die Gothic-Rock-Band Meridian mit dem Network-Hit Ritual vertreten war. Außerdem veröffentlichte der Gitarrist Neil Zaza 2004 seine Version von Forgot To Make Her Mine auf seinem Album Melodica. Diese Instrumental-Aufnahme entstand bereits um das Jahr 2001 herum und wurde zusammen mit Blake Sakamoto, Daniel Pred, Brion James und Melvin Brannon aufgenommen. Leider gelang es Neil Zaza nicht, Dan Reed für ein gesprochenes Intro („Hey Neil, gimme some of that there guitar“, das auch beim Originalsong vorkam) zu gewinnen. An den Aufnahmen war auch Rob Daiker beteiligt, der Co-Produzent seines Albums Coming Up For Air war.

## Trivia
- Gerüchten zufolge kaufte sich die Band ihr erstes Equipment von einem 10.000-$-Lotteriegewinn.[11]
- Dan Reed nahm für das Basketball Team Portland Trail Blazers einen Promosong („Fightsong“) namens Bust a Bucket auf, an dem auch die Spieler Kevin Duckworth, Terry Porter, Jerome Kersey und Buck Williams mitwirkten. Der Titel wurde nur in der Gegend um Oregon auf Cassette angeboten und verkaufte sich über 30.000 Mal.[12][13]
- Dan Reed wurde 1999 Partner und Mitbetreiber des Blues- und Rock-Clubs „Key Largo“ in Portland, der später in „OHM Nightclub“ umbenannt wurde und sowohl Bands als auch DJs eine Bühne bot.[14]
- Dan Pred und Blake Sakamoto machten weiter zusammen Musik in Rob Daikers Band „Generator“. Sie veröffentlichten unter diesem Namen ein selbstbetiteltes Album auf Videomedia; nachdem sie einen Vertrag bei Epic erhalten hatten, änderten sie auf Druck der Plattenfirma vor (Neu-)Veröffentlichung des Albums, das nun den Titel Volume (Epic EK 63739) bekam, den Bandnamen zu „Slowrush“. Das Album Generator wurde von Dan Reed produziert, bei Volume war er lediglich Co-Produzent für vier Titel und spielte Synthesizer auf dem Song Velvet Self.
- 2007 produzierten und veröffentlichten Chris Lausmann und Michael Voss den Sampler Voices of Rock MMVII. Dan Reed sang darauf den Titel Over And Done.
- Dan Reed lebt heute in Prag

## Diskografie

### Alben
| Jahr | Titel Musiklabel, Katalog-Nr.                        | Höchstplatzierung, Gesamtwochen, AuszeichnungChartplatzierungen (Jahr, Titel, Musiklabel, Katalog-Nr., Platzierungen, Wochen, Auszeichnungen, Anmerkungen) | Höchstplatzierung, Gesamtwochen, AuszeichnungChartplatzierungen (Jahr, Titel, Musiklabel, Katalog-Nr., Platzierungen, Wochen, Auszeichnungen, Anmerkungen) | Anmerkungen |
| Jahr | Titel Musiklabel, Katalog-Nr.                        | UK | US | Anmerkungen |
| ---- | ---------------------------------------------------- | --- | --- | ----------- |
| 1987 | Dan Reed Network Mercury/Polygram Records, 834 309-2 | — | US95 (19 Wo.)US |             |
| 1989 | Slam Mercury/Polygram Records, 838 868-2             | UK66 (2 Wo.)UK | US160 (6 Wo.)US |             |
| 1991 | The Heat Mercury/Polygram Records, 848 866-2         | UK15 (4 Wo.)UK | — |             |

Weitere Alben
- 1986: Breathless (Nu Vision Records)
- 1993: Mixin’ It Up: The Best of the Dan Reed Network (Phonogram Records, 514 979-2)
- 1993: Mixin’ It Up: The Best of the Dan Reed Network (Phonogram Music Video)
- 1997: Live At Last! Halfway Around The World (Video Media DRNCD1,2)
- 2002: Dan Reed Network: The Collection (Spectrum/Polygram 063 057-2)
- 2010: Dan Reed Network: Live at Last 1991 (DVD, Direktvertrieb)
- 2014: Anthology (Pledge Music)
- 2016: Fight Another Day (Frontiers Records)
- 2019: Origins (AOR Heaven/Soulfood)[16]
- 2022: Let’s Hear It for the King

### Singles
| Jahr | Titel Album             | Höchstplatzierung, Gesamtwochen, AuszeichnungChartplatzierungen (Jahr, Titel, Album, Platzierungen, Wochen, Auszeichnungen, Anmerkungen) | Höchstplatzierung, Gesamtwochen, AuszeichnungChartplatzierungen (Jahr, Titel, Album, Platzierungen, Wochen, Auszeichnungen, Anmerkungen) | Anmerkungen |
| Jahr | Titel Album             | UK | US | Anmerkungen |
| ---- | ----------------------- | --- | --- | ----------- |
| 1988 | Ritual Dan Reed Network | — | US38 (11 Wo.)US |             |
| 1990 | Come Back Baby Slam     | UK51 (3 Wo.)UK | — |             |
| 1990 | Rainbow Child Slam      | UK60 (4 Wo.)UK | — |             |
| 1990 | Stardate 1990 –         | UK39 (4 Wo.)UK | — |             |
| 1990 | Lover Slam              | UK45 (3 Wo.)UK | — |             |
| 1991 | Mix It Up The Heat      | UK49 (2 Wo.)UK | — |             |
| 1991 | Baby Now I The Heat     | UK65 (1 Wo.)UK | — |             |

Weitere Singles
- 1987: Tamin’ the Wild Nights
- 1988: Get to You
- 1988: I’m so Sorry
- 1989: Tiger in a Dress
- 1990: Make It Easy
- 2016: Divided
- 2016: The Brave
- 2016: Champion
- 2017: B There with U
- 2017: Save the World
- 2017: Infected
- 2018: Fade to Light
- 2018: One Last Time
- 2021: Starlight
- 2022: Pretty Karma